# جامعة سامراء

جامعة سامراء هي جامعة عراقية حكومية فتية تقع في مدينة سامراء أسست رسميا كجامعة في بداية 2012 بعدما كانت كليات تابعة إلى جامعة تكريت. بدأت بكلية التربية ثم اصبحت جامعة تضم تسعة كليات متعددة باختصاصات علمية وانسانية. وهي كلية التربية وكلية الآداب وكلية العلوم الإسلامية وكلية العلوم التطبيقية وكلية الهندسة وكلية القانون وكلية الادارة والاقتصاد وكلية الزراعة وكلية العلوم البدنية والرياضة.

## تاريخ
تعود بدايات الجامعة إلى عام 2000 عندما أسست كلية تربية سامراء كاحدى كليات جامعة تكريت، بدأت الدراسة فيها بنفس العام بثلاث أقسام هي: اللغة العربية والتاريخ وعلوم الحياة. وفي العام الدراسي 2003- 2004 استحدث فيها قسما الكيمياء وعلوم القرآن، ولاحقا استحدثت أقسام اللغة الإنكليزية، وقسم التربية الرياضية وقسم الجغرافية
ثم تلتها الدراسات العليا في أقسام (علوم القرآن – اللغة العربية – التاريخ – الكيمياء).
وقد تلتها ثلاثة كليات أخرى في سامراء تابعة لجامعة تكريت افتتحت أبوابها عام 2010 هي كلية الآثار وكلية العلوم الإسلامية ثم عام 2011 كلية العلوم التطبيقية وكلية الهندسة عام 2012 وستضم أيضاً كلية الصيدلة الصناعية وهي في طور الإنشاء. وتعد هذه الكليات لبنات جامعة سامراء التي وضع حجر الأساس لها في 17 آذار 2009.
كان أول رئيس للجامعة هو الاستاذ الدكتور عبد الحميد حسين أحمد الدراجي الذي أسس الجامعة ثم احيل على التقاعد لانتهاء خدمته وتلاه الدكتور عبد الستار حسين الجميلي ثم تلاه الاستاذ الدكتور موسى جاسم محمد الحميش

## موقع الجامعة
تقع كليات الجامعة في قلب مدينة سامراء ضمن مجمع واحد، ولا يلبي هذا الموقع احتياجات وطموح الجامعة بالشكل المناسب ولذا وضعت التصاميم المعمارية لموقع الجامعة  الجديد الذي يتكون من مساحة 1033 دونم استملكت ووضع الحجر الأساس لها، وروعي في التصاميم أن تكون مميزة أدخلت فيها  التطورات  العلمية  الهندسية الحديثة والتوسعات المستقبلية.

## رؤساء جامعة سامراء
يرأس الجامعة الأستاذ الدكتور صباح علاوي خلف السامرائي منذ 30 يونيو 2019، وقد توالى على رئاسة جامعة سامراء منذ تأسيسها عام 2012 إلى الآن الرؤساء التالية أسمائهم، يبين الجدول التالي اسمائهم وعدد سنوات الخدمة واختصاصاتهم
| سنوات رئاسته | أسماء رؤساء الجامعة                 | اللقب العلمي | الاختصاص       |
| ------------ | ----------------------------------- | ------------ | -------------- |
| 2012-2012    | أ.د. عبد الحميد حسين الدراجي        | استاذ        | تاريخ          |
| 2012- 2014   | أ.د. عبد الستار حسين سليمان الجميلي | مدرس         | قانون دولي     |
| 2014-2014    | أ.م.د. صفاء عبد الرحمن الخابور      | استاذ مساعد  | كيمياء لاعضوية |
| 2014- 2019   | أ.د. موسى جاسم محمد الحميش          | استاذ        |                |
| 2019-الأن    | صباح علاوي السامرائي                | أستاذ        | نحو            |

## رؤية الجامعة
الوصول بالجامعة إلى مصاف الجامعات الراقية وفقا للمعايـير العلمية الدولية، وسياق الألفية الثالثة، لضمان دورها في إعداد مخرجات أكاديمية ومهنية وفنية متقدمة، ونشر المعرفة وتطويرها من خلال البحوث العلميـة النوعية، بما يسهم في التنمية الشاملة للمجتمع بشرياً ومادياً، ومواجهة  تحديات المستقبـل.

## رسالة الجامعة
تنمية الموارد البشرية التعليمية، علمياً وقيمياً وانسانياً، عبر تطوير المناهج وطرق  التدريـــــس، ومواكبة التطور العلمي والتكنولوجي في إطار من الاستقلالية والحرية الأكاديمية وإدارة العلاقات الإنسانية.

## أهداف الجامعة
1. إستكمال مفردات ومستلزمات وآليات الجامعة وكلياتها مؤسسياً وادارياً وعلمياً وفنــياً.
2. إستكمال عناصر التوصيف الوظيفي لكليات واقسام وشعب الجامعــة التعليمية والإداريـة.
3. تطوير خدمات الدعم التعليمية من مكتبات ومرافق ومعمل ومختـــبرات ومتاحــف.
4. تطوير وتطبيق معايير الجودة ومرتكزاتها الاساسية، بما يضمن التطويـر المستمر لمدخلات العملية  التعليمية.
5. تنمية قدرات وخبرات وأداء الكوادر التدريسية والوظيفية.
6. تطوير المناهج والبرامج التعليمية بما يواكب التطورات العلمية الحديثة.
7. ترسيخ قيم الثقافة العربية والإسلامية الأصيلة إلى جانب خبرات التخصصات  الجامعية والعليا.
8. تلبية حاجات سوق العمل وفق خطط تضع في الحسبان متغيرات هذه الحاجات.
9. اعتماد الوسائل الحديثة  في الإدارة  التي تجمع  بين  إدارة  اللوائح والقوانين، وإدارة العلاقات الإنسانية، والإلمام بالأساليب الجديدة في هندسة وتكنلوجيا الإدارة ومهارات الاتصال.
10. خلق بيئة اكاديمية صحية قائمة على الابداع والاستقلالية والحرية الاكاديمية.
11. تدعيم أواصر العلاقات العلمية والثقافية والإنسانية مع الجامعات والمؤسسات ذات الصلة العربية والعالمية.

## كليات الجامعة

### كلية التربية
أنشأت الكلية عام 2000 وتضم الكلية مختلف المختبرات العلمية واقامت العديد من المؤتمرات والندوات التي استضافت كبار الاساتذة والعلماء من مختلف الجامعات وتصدر فيها مجلة سر من رأى للعلوم الإنسانية وتضم نخبة متميزة من الاساتذة في الهيئة الاستشارية من مختلف الجامعات العربية
وتستقبل الأبحاث العلمية من مختلف الدول العربية والإسلامية فضلا عن اساتذة الجامعات العراقية

#### أقسام الكلية
1. قسم علوم القرآن
2. قسم اللغة العربية
3. قسم اللغة الانكليزبة
4. قسم علوم الحياة
5. قسم الكيمياء
6. قسم الفيزياء
7. قسم التاريخ
8. قسم التربية الرياضية علقت الدراسة فيه بعد استحداث كلية التربية البدنية منذ العام الدراسي 2015 - 2016
9. قسم الجغرافية
10. قسم الآثار

وتعد النواة الأم لجميع الكليات اللاحقة وكذلك جامعة سامراء بكافة أساتذتها وموظفيها. تضم الكلية نخبة من خيرة الاساتذة في مختلف الاختصاصات وتستقبل الكلية طلبة الدراسات العليا (الماجستير) لأقسام اللغة العربية والكيمياء وعلوم القرآن والتاريخ.
كما تستقبل الطلبة للدراسات المسائية في كافة أقسامها
وتستقبل الطلبة لدراسة الدكتوراه في اللغة العربية بفرعيها اللغة والادب وكذلك في التاريخ بفرعيه الإسلامي والحديث وايضا في علوم القرآن
عمداء الكلية حسب التسلسل:
1. د.عبد المنعم حمد مجيد
2. د.محمود إبراهيم حسين
3. د.عبد المجيد صالح حمد
4. د.صباح علاوي السامرائي
5. د.ظافر إبراهيم عبد
6. د.صباح علاوي السامرائي
7. د.كمال حسين (حالياً)

### كلية العلوم الإسلامية
أسست كلية العلوم الإسلامية -سامراء بموجب كتاب وزارة التعليم العالي والبحث العلمي– دائرة الدراسات والتخطيط والمتابعة المرقم ت م3/7492 في 10/10/2010 وتضم قسمي:
1. أصول الدين.
2. الشريعة الإسلامية.

ضمت الكلية إلى مناهجها الشرعية المواد التربوية التخصصية التي تؤهل طلبتها ان يصبحوا مدرسين في المدارس العراقية.
وتتابع على عمادة الكلية السادة المبينة أسماؤهم في أدناه مرتبين حسب تاريخ مسؤولياتهم:
1. د. حاتم أحمد عباس
2. د. أنس مهدي محمد
3. د. حسن الجواري - حاليا.

### كلية العلوم التطبيقية
أسست كلية العلوم التطبيقية -سامراء بموجب كتاب وزارة التعليم العالي والبحث العلمي– دائرة الدراسات والتخطيط والمتابعة – قسم الإحصاء والمعلوماتية المرقم ت م3/4407 في 13/6/2010 وتضم قسم:
1. تحليلات مرضية.
2. الكيمياء التطبيقية
3. التقنيات الاحيائية.[2]

### كلية الآثار
أسست كلية الآثار بموجب كتاب وزارة التعليم العالي والبحث العلمي –دائرة الدراسات والتخطيط والمتابعة– قسم الإحصاء والمعلوماتية المرقم ت م3/4407 في 13/6/2010 وقبلت (60) طالبا بفرعيها للعام الدراسي 2010-2011. وتضم قسم:
1. الآثار.
2. الصيانة والترميم
3. قسم السياحة الدينية والاثرية استحدث وفتح ابوابه للقبول في العام (2013 _ 2014).
4. الحضارة (تم الإنشاء في العام الدراسي 2016/2017)

عمداء الكلية
1. عبد الجبار محسن السامرائي.
2. توفيق خلف السامرائي.
3. قاسم حسن عباس السامرائي.

في 12 أكتوبر 2021 صدر قرار وزاري بتحويل كلية الآثار لقسم في كلية الأداب واستكمال دراسة استحداث الدراسات العليا في قسم الآثار.

### كلية الهندسة
تضم الكلية ثلاث أقسام علمية هي:
1. الهندسة المعمارية
2. الهندسة المدنية والبيئية
3. الهندسة الكهروميكانيكية

كما تضم مكتبا استشاريا هندسيا أفتتح أنشطته الاستشارية عام 2015.
عمداء الكلية
1. د.جودت كاظم
2. د.رشيد حميد ياسين

### كلية التربية البدنية وعلوم الرياضة
استحدثت هذه الكلية في العام الدراسي 2015 - 2016
1. فرع الالعاب الفرقية
2. فرع الالعاب الفردية
3. فرع العلوم النظرية

وعلقت الدراسة بفرع التربية الرياضية في كلية التربية بالجامعة

### مشاريع كليات
ضمن خطة الجامعة فتح الكليات التالية
1. كلية الإدارة والاقتصاد
2. كلية للطب البيطري
3. كلية الصيدلة الصناعية: كأول كلية من نوعها في العراق وضعت مناهجها ويجري بناء الكلية بجوار الشركة العامة لصناعة الأدوية.

## من أساتذة الجامعة
| أسماء الأساتذة                | اللقب العلمي | التخصص                                           |
| ----------------------------- | ------------ | ------------------------------------------------ |
| أنس مهدي محمد العران          | أستاذ        | شريعة إسلامية - فقه مقارن                        |
| احمد حسين علي الظفيري         | أستاذ مساعد  | دكتوراه نقد- لغة عربية                           |
| عبد المنعم حمد مجيد السامرائي | أستاذ        | دكتوراه كيمياء حياتية                            |
| د.رائد عبد الله حمد           | أستاذ مساعد  | دكتوراه علم النحو- لغة عربية                     |
| صباح علاوي السامرائي          | أستاذ        | دكتوراه علم النحو- لغة عربية                     |
| صفاء عبد الرحمن الخابور       | أستاذ مساعد  | دكتوراه كيمياء لاعضوية                           |
| علي مولود فاضل السامرائي      | أستاذ مساعد  | دكتوراه في علوم الإتصال والإعلام- إذاعة وتلفزيون |